# Zyrphelis
Zyrphelis là một chi thực vật có hoa trong họ Cúc (Asteraceae).

## Loài
Chi Zyrphelis gồm các loài: